# Lâu đài Diósgyőr
Lâu đài Diósgyőr (tiếng Hungary: Diósgyőri vár) là một lâu đài lịch sử có từ thời Trung cổ, tọa lạc tại thị trấn Diósgyőr (nay là một phần của thành phố Miskolc), ở đông bắc Hungary. Hiện nay, đây là một trong những di tích lâu đài quan trọng ở Hungary, và thu hút du khách yêu thích lịch sử.

## Lịch sử

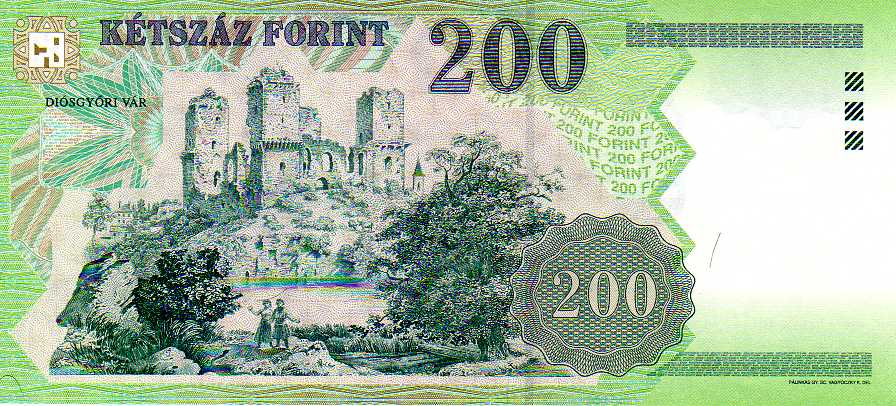
Mặt sau của tờ tiền 200 Forint

Lâu đài đầu tiên ở thị trấn Diósgyőr có lẽ được xây dựng vào thế kỷ 12, nhưng đã bị phá hủy trong cuộc xâm lược của người Mông Cổ (1241–1242). Sau cuộc xâm lược này, lâu đài mang phong cách Gothic (như hiện tại) được vua Béla IV của Hungary xây dựng. Dưới thời trị vì của vua Louis Đại đế (1342-1382), lâu đài được vua Louis Đại đế trọng dụng và tiến hành hiện đại hóa đáng kể, vì lâu đài nằm gần con đường dẫn đến Ba Lan (quê hương của Nữ hoàng Elizabeth - Mẫu thân của vua Louis Đại đế). Sau đó, lâu đài Diósgyőr đã trở thành món quà cưới cho các nữ hoàng của Hungary.
Khi Đế quốc Ottoman xâm lược Hungary vào thế kỷ 16, chủ sở hữu hiện thời là gia đình Gyarmati Balassa đã biến nơi đây thành một pháo đài lớn, và củng cố các công sự phòng thủ thêm vững chắc hơn. Vào thế kỷ 17, lâu đài dần xuống cấp và bị đổ nát. Các cuộc khai quật khảo cổ diễn ra trong những năm 1960.
Ngày nay, lâu đài Diósgyőr là một trong những trung tâm du lịch ở Hungary. Đây là nơi tổ chức các trò chơi truyền thống, các giải đấu hiệp sĩ, các buổi biểu diễn nghệ thuật, và các hội chợ. Năm 2014, lâu đài được tân trang lại, và phần nội thất bên trong lâu đài được trang trí theo phong cách thời Trung cổ.

## Thông tin bên lề
- Hình ảnh lâu đài xuất hiện trên mặt sau của tờ tiền 200 Forint (lưu hành từ năm 1998 đến ngày 15 tháng 11 năm 2009).

## Hình ảnh

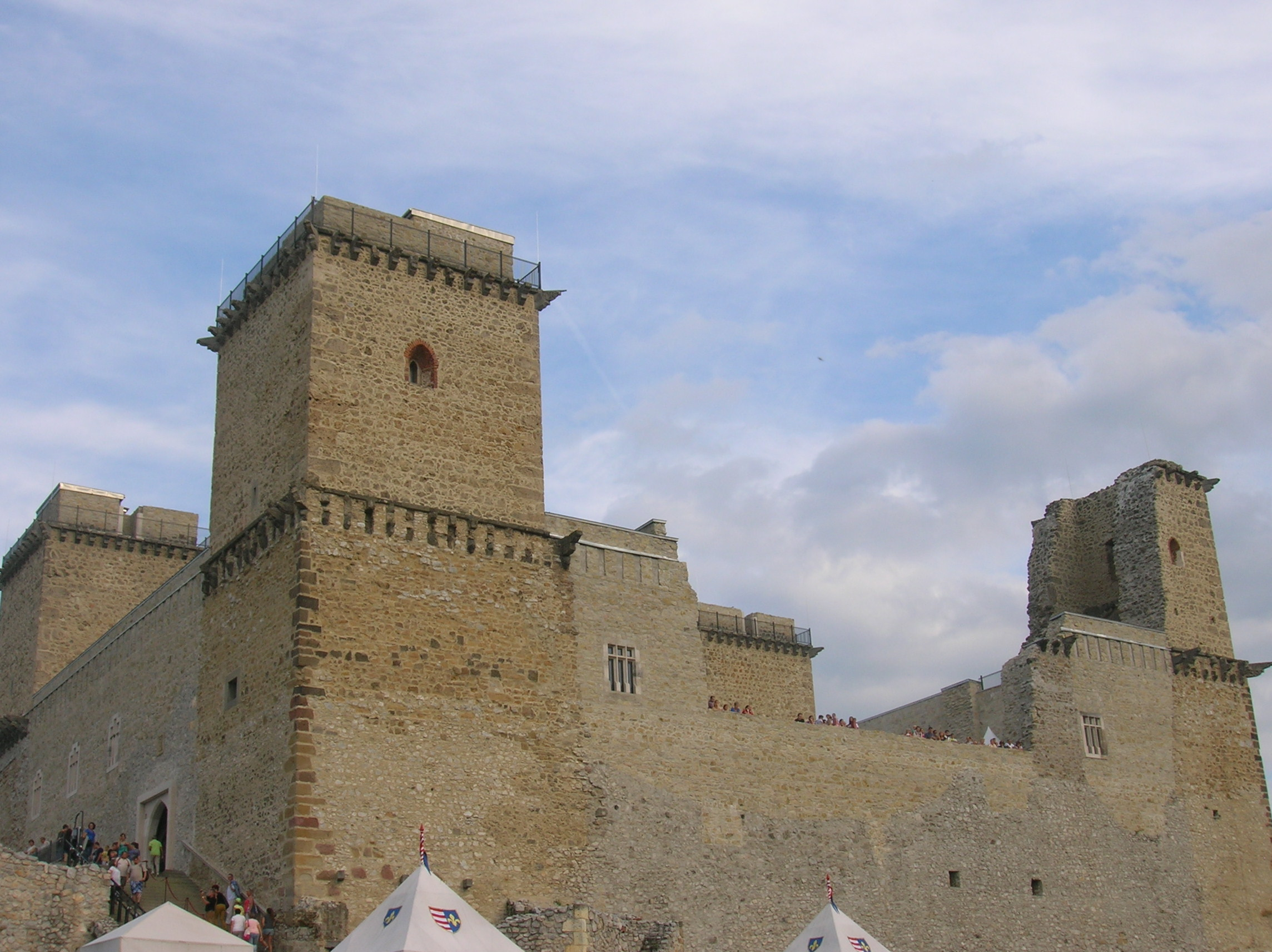
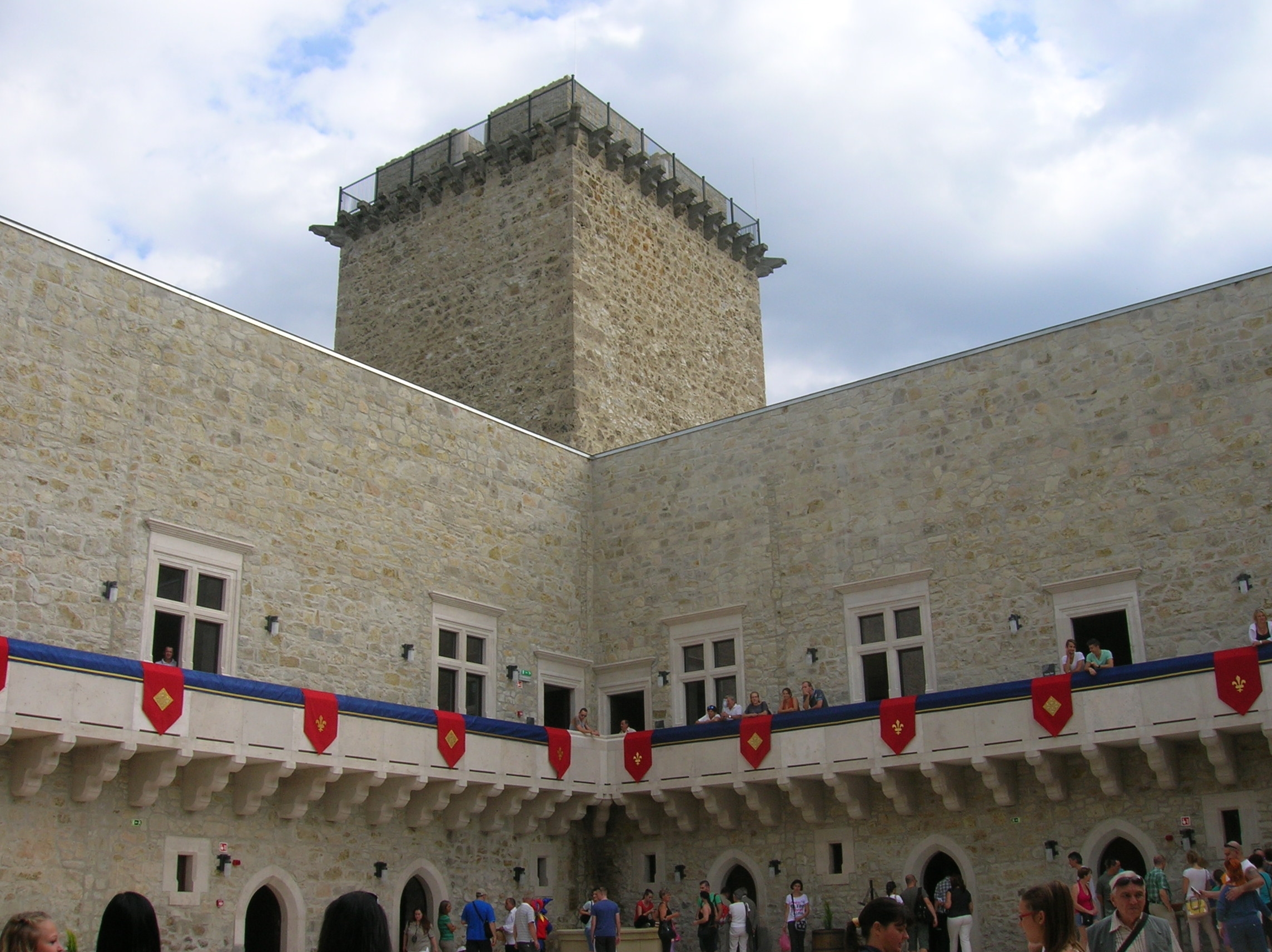
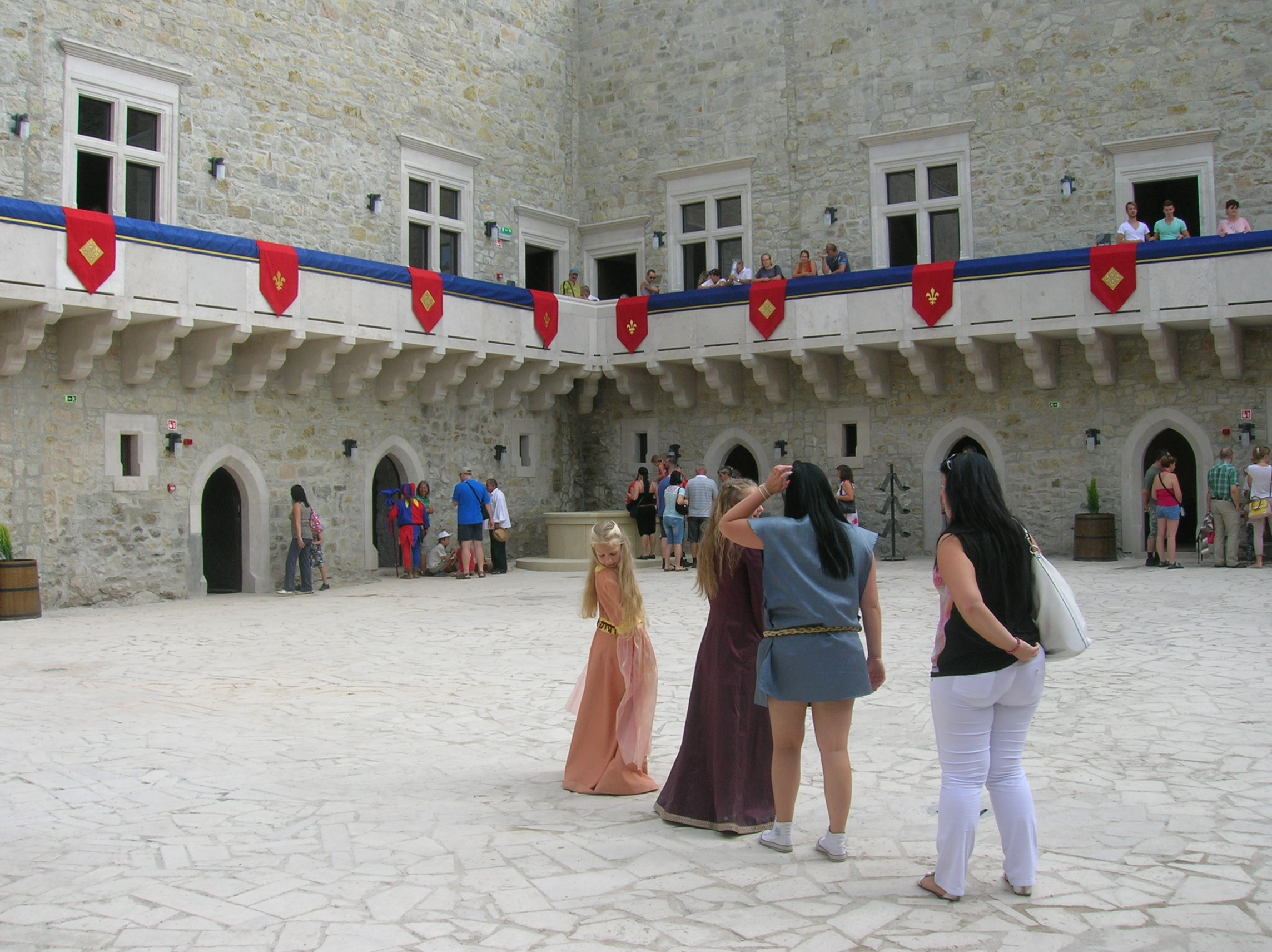
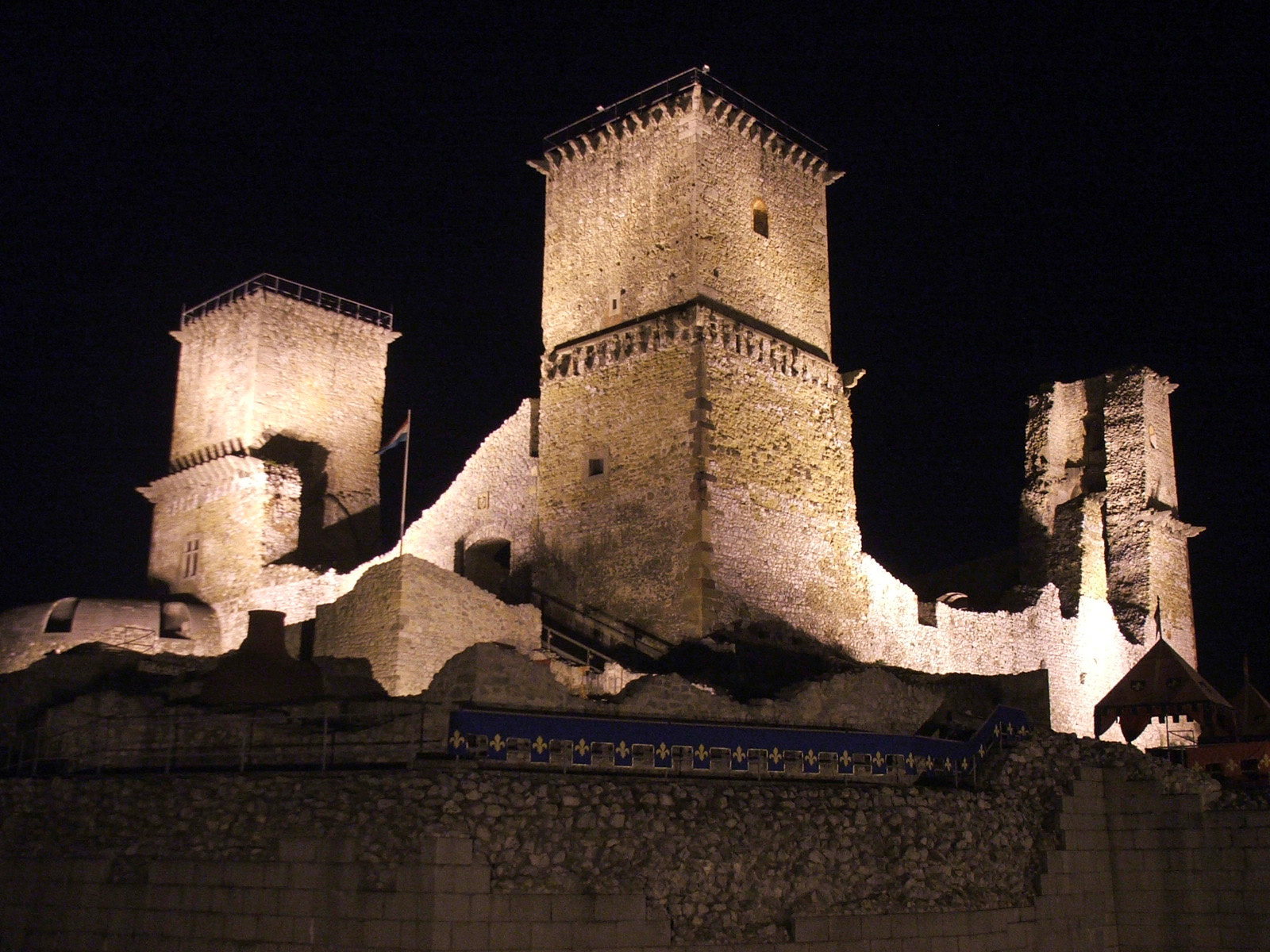
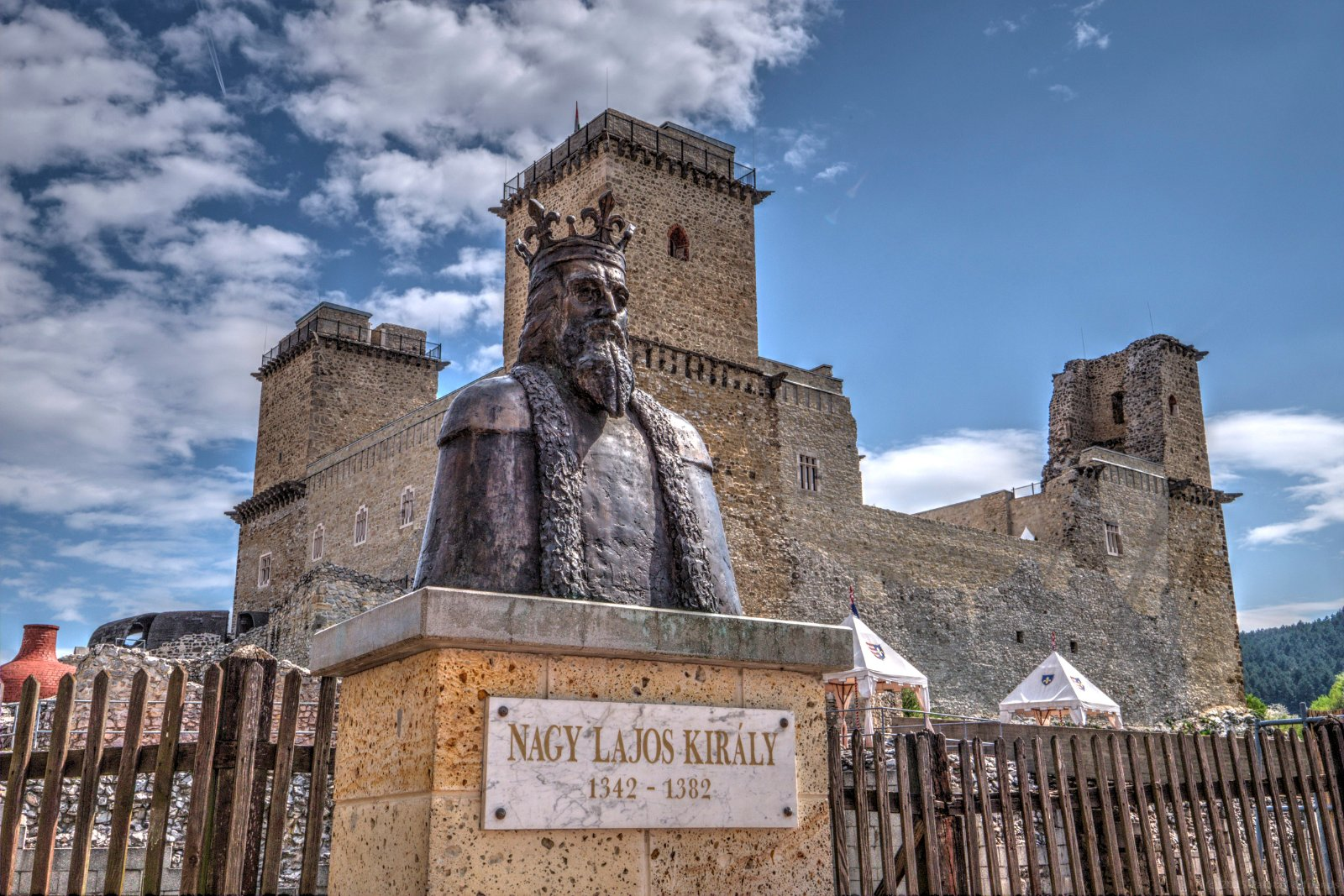
Tượng vua Louis Đại đế (2018)
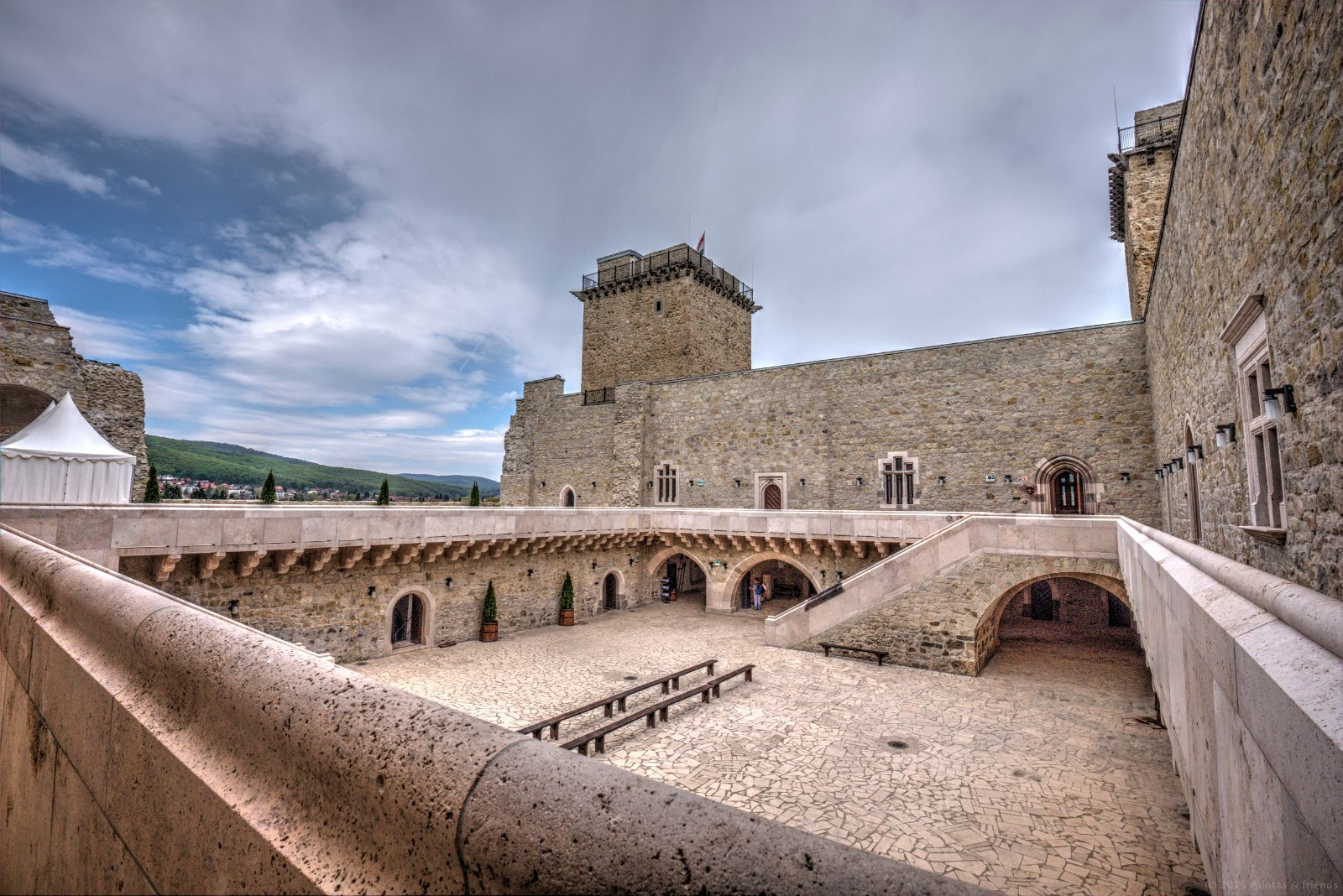
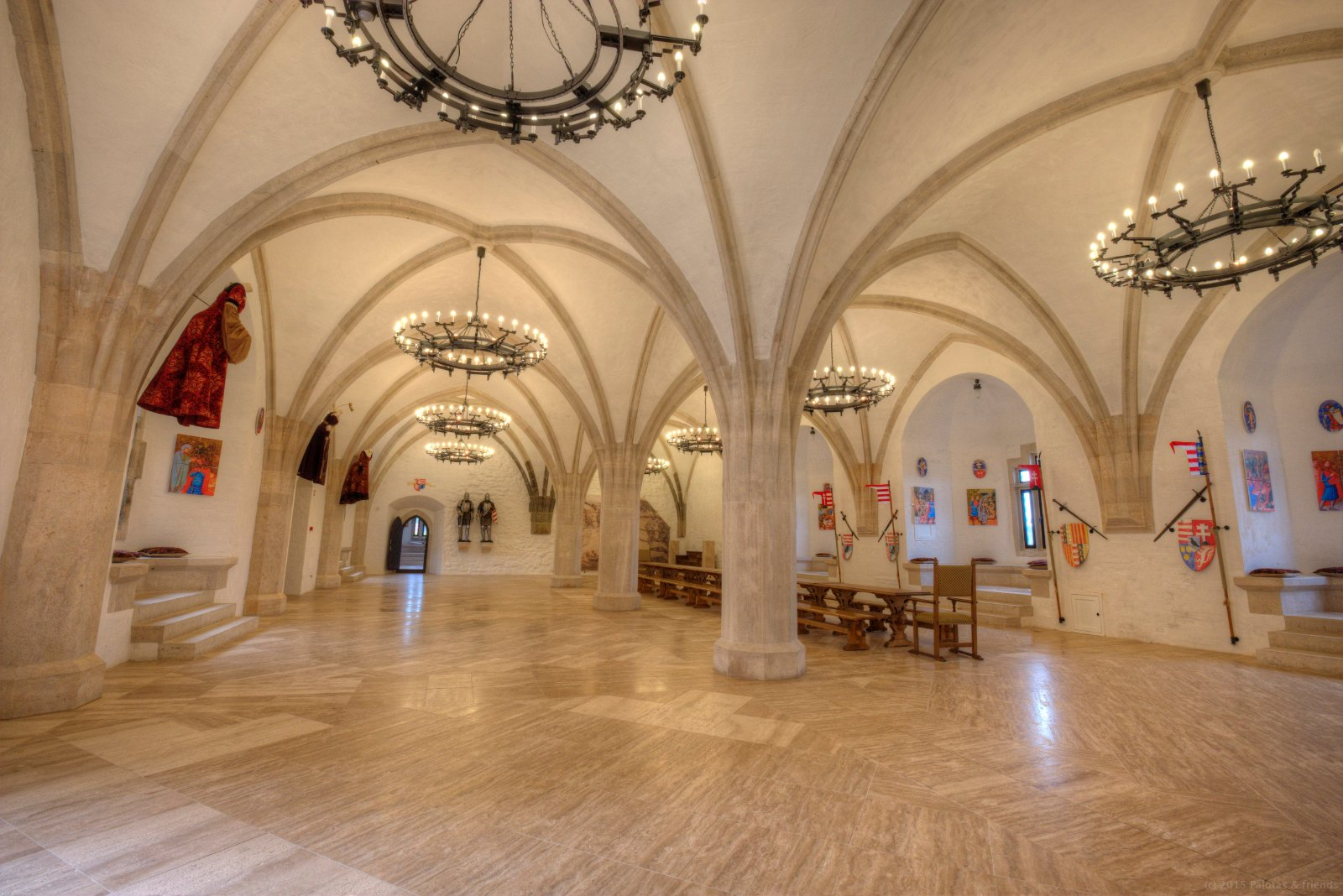
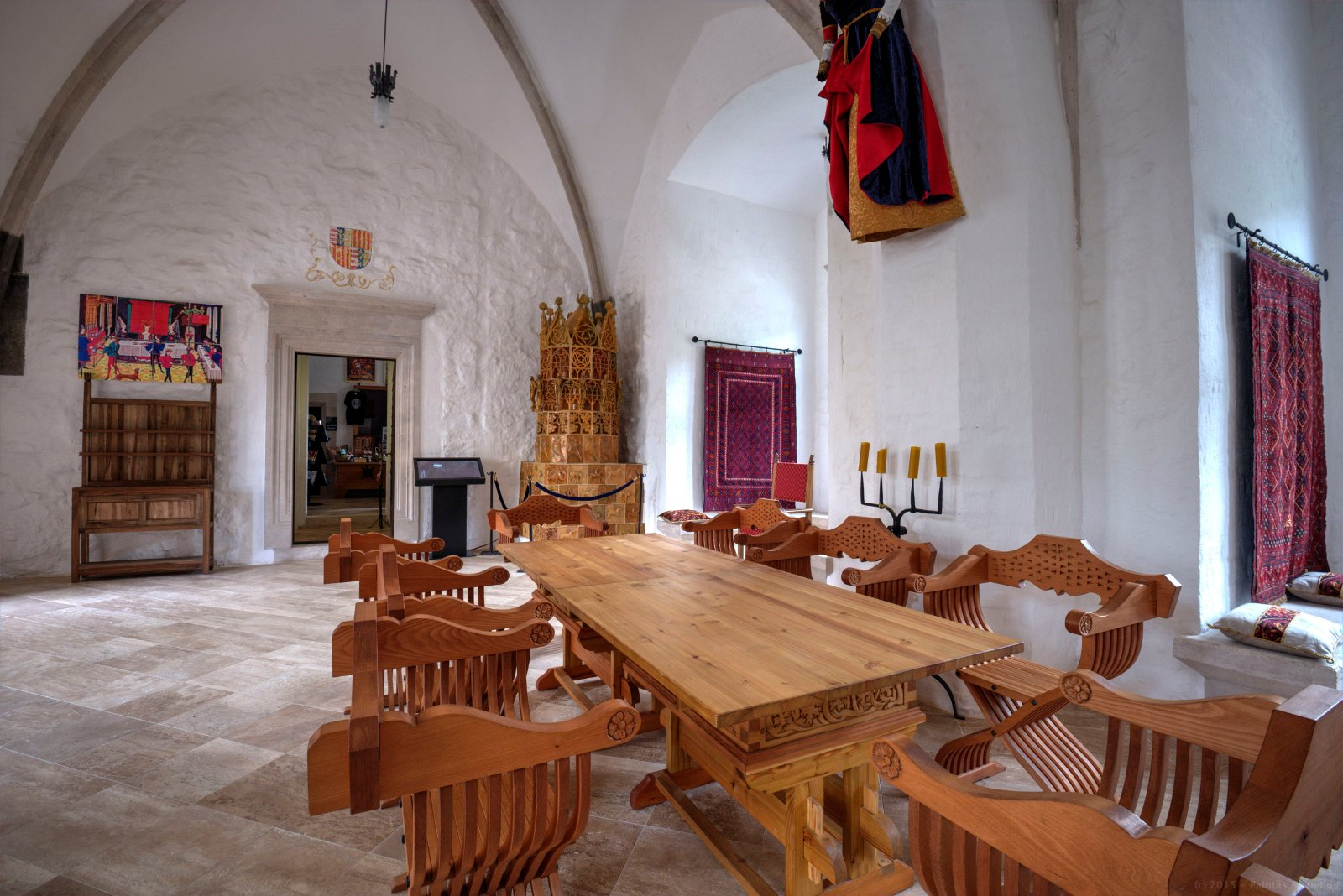
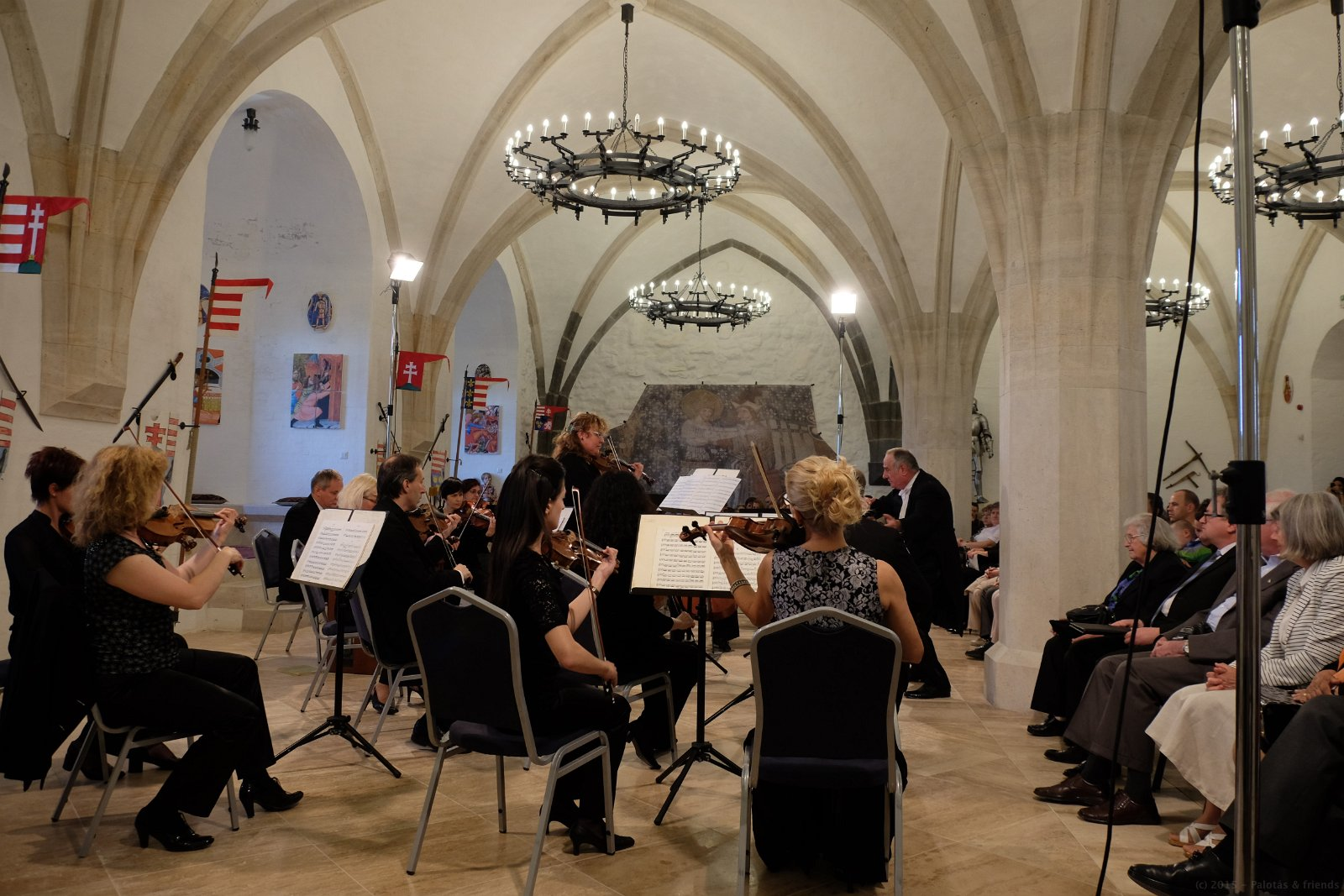
Buổi hòa nhạc tại lâu đài (2018)
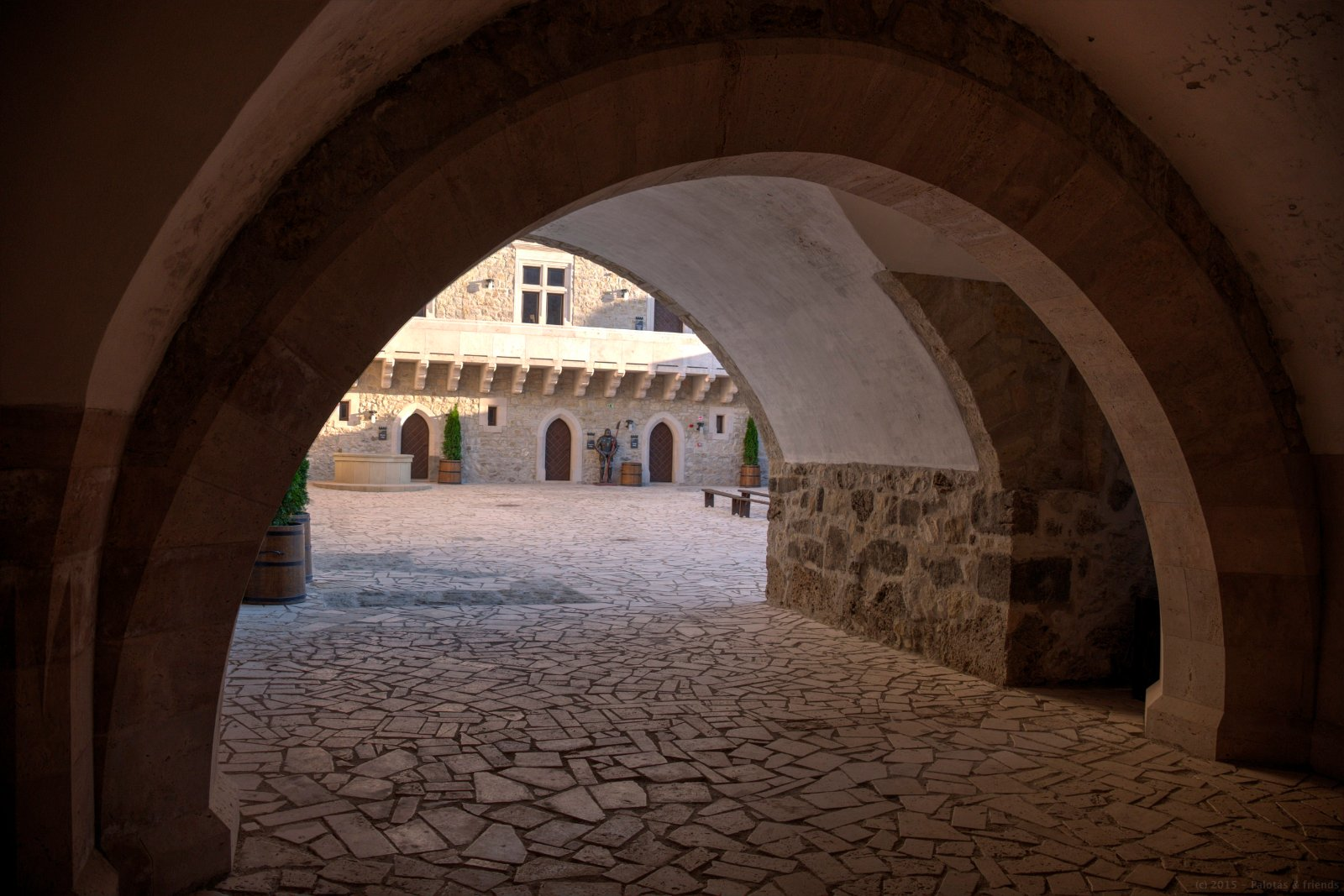
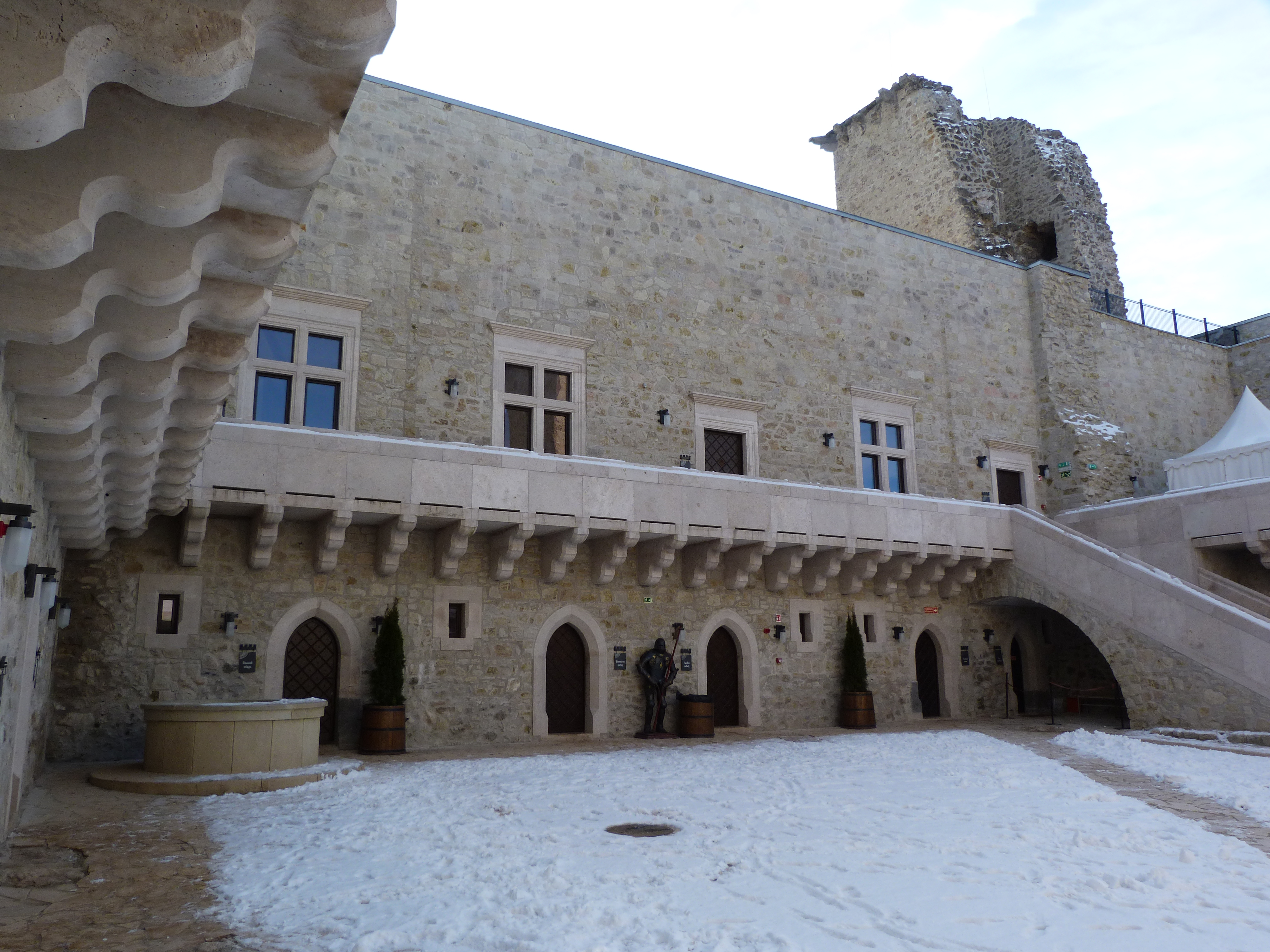
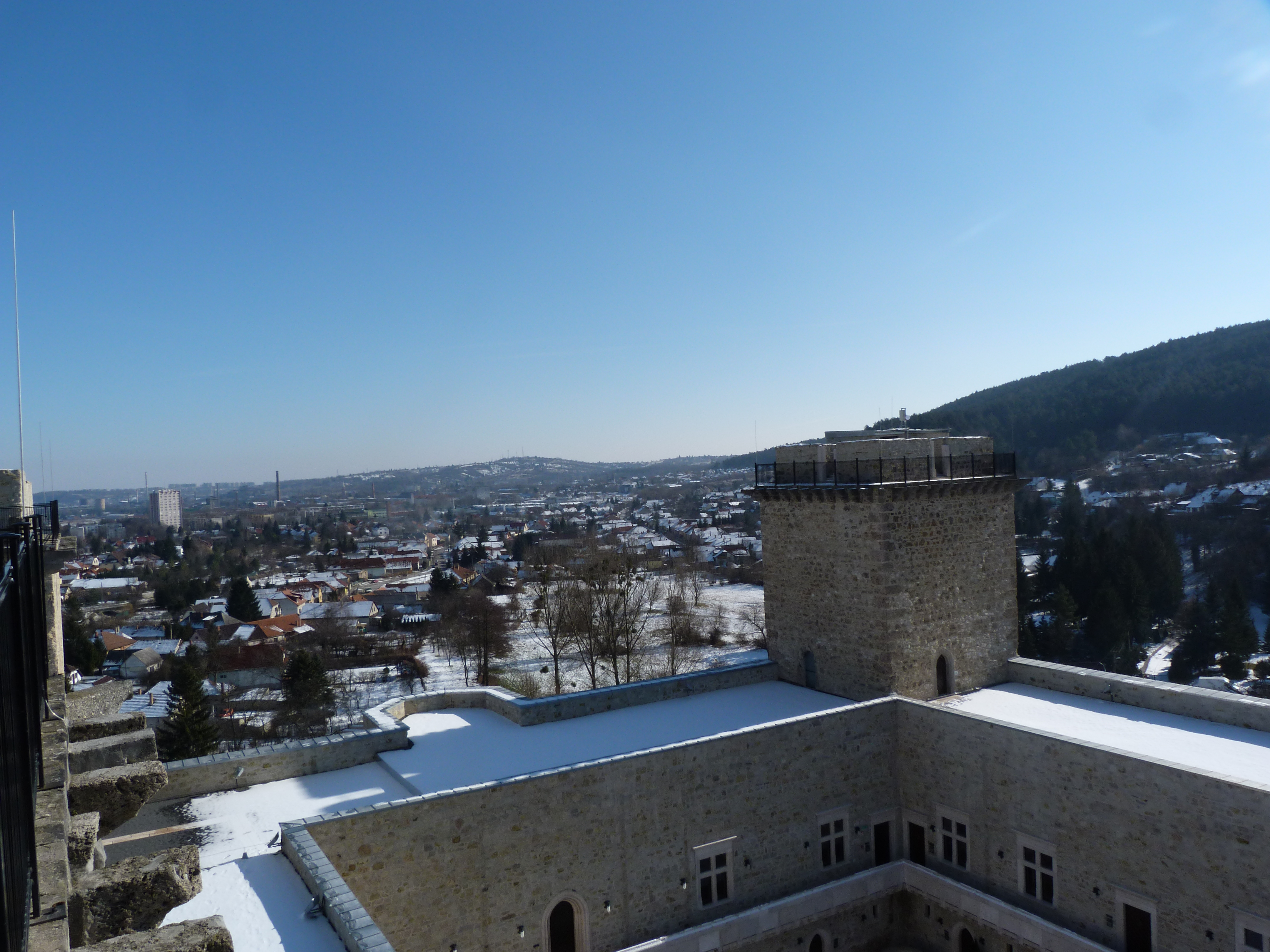